# Adriaan Slob
Mr. Adriaan Slob (Giessen-Nieuwkerk, 10 mei 1876 - Haarlemmermeer, 28 januari 1945) was een Nederlands politicus voor de Anti-Revolutionaire Partij. 

## Biografie
Nadat Slob het Christelijk Gymnasium in Zetten had gevolgd deed hij op 10 augustus 1895 het staatsexamen. Daarna studeerde hij aan de Vrije Universiteit Amsterdam en de Universiteit van Amsterdam waar hij op 9 juli 1900 promoveerde.
Begin 1901 vestigde hij zich in Rotterdam waar hij met Albertus de Jong werkte als advocaat. Samen waren ze ook betrokken bij de oprichting van de protestants-christelijke krant De Rotterdammer, waar hij later president-commissaris werd.
Van 1906 tot 1908 was hij raadslid in Rotterdam. De Jong was dit van 1901 tot en met 1941 en hier dus wederom zijn collega. In september 1908 werd hij benoemd tot burgemeester van Haarlemmermeer. In die hoedanigheid heeft hij zich sterk gemaakt voor de status van Schiphol als centrale luchthaven van Nederland.
In 1910 werd Cornelis Sijthoff, directeur van het Rotterdamsch Nieuwsblad, veroordeeld tot drie dagen celstraf en een schadevergoeding van ƒ150,- voor smaad jegens Slob. In de tijd dat Slob werkzaam was als advocaat had hij een verslaggever van deze krant gevraagd geen ruchtbaarheid te geven aan de zaak van zijn cliënt, een boer die was beschuldigd van melkvervalsing. Voor de moeite had Slob de verslaggever enkele tientjes aangeboden. Dit was in de krant veelvuldig omschreven als een poging tot omkoping, de rechter oordeelde echter dat dit niet het geval was.
Op 4 juli 1923, 23 dagen voor de Eerste Kamerverkiezingen van 1923, werd Slob verkozen tot de Eerste Kamer ter vervanging van Johannes Douwes. Hij heeft echter nooit zitting genomen als Kamerlid.
Slob was een fervent paardrijder. Zo was hij op 29 september 1926 betrokken bij de oprichting van de Federatie van Landelijke Rijverenigingen, waar hij de eerste voorzitter van werd. Ook in Duitsland heeft  hij zich weten te onderscheiden in de ruitersport. Op 17 augustus 1927 kwam hij ten val bij het dresseren van een jong paard en liep daarbij een hersenschudding op. Om hier van te herstellen had hij tot het eind van het jaar ziekteverlof.
Zijn 25-jarig ambtsjubileum werd in 1933 groots gevierd.
In oktober 1940 brachten Duitse troepen een serenade aan burgemeester Slob, als onderdeel van een militaire parade in Hoofddorp. In zijn toespraak tijdens de daaropvolgende officiële ontvangst memoreerde hij aan de drooglegging van de Haarlemmermeer als het resultaat van de flinke energie van Nederlanders. In juni 1941, het eind van zijn ambtsperiode als burgemeester, ging Slob met pensioen.

## Onderscheidingen
- Officier in de Orde van Oranje-Nassau[15]